# Vincenzo Gonzaga Doria
Vincenzo Gonzaga Doria (Guastalla, 1606 – Salamanca, 23 ottobre 1694) è stato un militare italiano.

## Biografia
Era l'ottavo figlio del duca di Guastalla Ferrante II Gonzaga  e di Vittoria Doria.
Fu al servizio della Spagna,  comandante di Villafranca dell'Ordine militare di Calatrava, gentiluomo di camera del re Carlo II, capitano generale della Galizia, nominato viceré di Valencia (non entrò in carica), viceré di Catalogna, viceré di Sicilia  e governatore del Consiglio delle Indie, in assenza del duca di Medina.

## Ascendenza
|                      |                   |                                | Genitori            |  |  | Nonni |  |  | Bisnonni           |  |  | Trisnonni            |  |
|                      |                   |                                |                     |  |  |       |  |  | Ferrante I Gonzaga |  |  | Francesco II Gonzaga |  |
|                      |                   |                                |                     |  |  |       |  |  | Ferrante I Gonzaga |  |  | Francesco II Gonzaga |  |
|                      |                   | Isabella d'Este                |                     |  |  |       |  |  | Ferrante I Gonzaga |  |  |                      |  |
| Cesare I Gonzaga     |                   |                                |                     |  |  |       |  |  | Ferrante I Gonzaga |  |  |                      |  |
|                      |                   | Isabella di Capua              | Ferrante di Capua   |  |  |       |  |  |                    |  |  |                      |  |
|                      |                   | Isabella di Capua              | Ferrante di Capua   |  |  |       |  |  |                    |  |  |                      |  |
|                      |                   | Isabella di Capua              | Antonicca del Balzo |  |  |       |  |  |                    |  |  |                      |  |
| Ferrante II Gonzaga  |                   | Isabella di Capua              |                     |  |  |       |  |  |                    |  |  |                      |  |
|                      |                   | Giberto II Borromeo            | Federico I Borromeo |  |  |       |  |  |                    |  |  |                      |  |
|                      |                   | Giberto II Borromeo            | Federico I Borromeo |  |  |       |  |  |                    |  |  |                      |  |
|                      |                   | Giberto II Borromeo            | Veronica Visconti   |  |  |       |  |  |                    |  |  |                      |  |
| Camilla Borromeo     |                   | Giberto II Borromeo            |                     |  |  |       |  |  |                    |  |  |                      |  |
|                      |                   | Margherita Medici di Marignano | Bernardino Medici   |  |  |       |  |  |                    |  |  |                      |  |
|                      |                   | Margherita Medici di Marignano | Bernardino Medici   |  |  |       |  |  |                    |  |  |                      |  |
|                      |                   | Margherita Medici di Marignano | Cecilia Serbelloni  |  |  |       |  |  |                    |  |  |                      |  |
| Vincenzo Gonzaga     |                   | Margherita Medici di Marignano |                     |  |  |       |  |  |                    |  |  |                      |  |
|                      | Giannettino Doria | Tomaso Doria                   |                     |  |  |       |  |  |                    |  |  |                      |  |
|                      | Giannettino Doria | Tomaso Doria                   |                     |  |  |       |  |  |                    |  |  |                      |  |
|                      | Giannettino Doria | Maria Grillo                   |                     |  |  |       |  |  |                    |  |  |                      |  |
| Gianandrea Doria     | Giannettino Doria |                                |                     |  |  |       |  |  |                    |  |  |                      |  |
|                      |                   | Ginetta Centurione             | …                   |  |  |       |  |  |                    |  |  |                      |  |
|                      |                   | Ginetta Centurione             | …                   |  |  |       |  |  |                    |  |  |                      |  |
|                      |                   | Ginetta Centurione             | …                   |  |  |       |  |  |                    |  |  |                      |  |
| Vittoria Doria       |                   | Ginetta Centurione             |                     |  |  |       |  |  |                    |  |  |                      |  |
|                      |                   | Marcantonio Del Carretto       | …                   |  |  |       |  |  |                    |  |  |                      |  |
|                      |                   | Marcantonio Del Carretto       | …                   |  |  |       |  |  |                    |  |  |                      |  |
|                      |                   | Marcantonio Del Carretto       | …                   |  |  |       |  |  |                    |  |  |                      |  |
| Zanobia Del Carretto |                   | Marcantonio Del Carretto       |                     |  |  |       |  |  |                    |  |  |                      |  |
|                      |                   | Giovanna de Leyva              | …                   |  |  |       |  |  |                    |  |  |                      |  |
|                      |                   | Giovanna de Leyva              | …                   |  |  |       |  |  |                    |  |  |                      |  |
|                      |                   | Giovanna de Leyva              | …                   |  |  |       |  |  |                    |  |  |                      |  |
|                      |                   | Giovanna de Leyva              |                     |  |  |       |  |  |                    |  |  |                      |  |